# Idotea neglecta
Idotea neglecta là một loài chân đều trong họ Idoteidae. Loài này được Sars miêu tả khoa học năm 1897.